# Ньюпешер
Ньюпеше́р (швед. Njupeskär) — самый высокий водопад в Швеции, высотой 125 метров, из которых 93 — свободного падения. Находится на территории национального парка Фулуфьеллет на северо-западе лена Даларна, на небольшой реке Ньюпон (швед. Njupån).

## Панорама
|  |